# Marie Félix Silvestre
Pour les articles homonymes, voir Silvestre.
Marie Félix Silvestre né le 7 mars 1851 à Romans dans la Drôme, mort à Paris le 15 juillet 1914, à l'âge de 63 ans, est un général de division de l'armée française.

## Biographie
Il s'engage en 1870, pour la durée de la guerre et fait campagne du 11 janvier au 7 mars 1871, au sein du 15e régiment d'artillerie. Il entre l'année suivante à Polytechnique et devient officier d'artillerie. Attaché militaire à Berlin, participa à la seconde campagne de Madagascar, attaché à la maison militaire du président Émile Loubet, chef de la mission militaire française en Russie au moment de la guerre russo-japonaise de 1904-1905.

## Grades
- Caporal : le 24 février 1871[2],
- Sous-lieutenant : 1er octobre 1873[2],
- Lieutenant : 1er octobre 1875[2],
- Capitaine : 10 octobre 1878[2]
- Chef d'escadron d'artillerie : 12 juillet 1890[2],
- Lieutenant-colonel : 29 décembre 1896[2],
- Colonel : 29 août 1900[3],
- Général de brigade : 9 octobre 1903[3],
- Général de division : 20 juin 1907[3].

## Principales fonctions et postes occupés
- De janvier 1886 à juin 1890, il est attaché militaire auprès de l'ambassade de France en Allemagne[4]. À ce titre, il participe comme observateur aux grands manœuvres impériales de 1887, 1888, 1889 et 1890. Il publiera pour le compte du 2e bureau, notes et études techniques sur l'artillerie allemande et son utilisation.
- Il commande le parc d'artillerie du corps expéditionnaire lors de la seconde campagne de Madagascar de 1895.
- Attaché à la maison militaire du président de la République, il accompagne Émile Loubet en Russie en 1902.
- Il dirige la mission militaire française auprès des troupes russes, lors de la guerre russo-japonaise de 1904-1905.
- Il prend la direction de la maison militaire du président de la République en 1907.
- Depuis le 22 janvier 1909, il commande l'artillerie de la place et des forts de Paris[3].
- De 1912 à son décès, il est inspecteur technique de l'Artillerie.

## Décorations[5]
- Françaises:
  - Médaille commémorative de la guerre 1870-1871,
  - Médaille commémorative de Madagascar,
  - Chevalier de la Légion d'honneur décret du 28 décembre 1888,
  - Officier de la Légion d'honneur décret du 20 septembre 1901,
  - Commandeur de la Légion d'honneur décret du  12 juillet 1905,
  - Grand officier de la Légion d'honneur, après 1911[6].
- Étrangères(ordre alphabétique):
  - Insigne du Kim-Khanh de 3e classe (Annam)
  - Grand-officier de l'Ordre de Léopold de Belgique (Belgique)
  - Chevalier de 1re classe de l'Ordre du Mérite militaire (Bulgarie)
  - Commandeur de 1re classe de l'Ordre de Dannebrog (Danemark) 25/05/1902
  - Commandeur du nombre de l'Ordre de Charles III (Espagne) 24/02/1902
  - Commandeur de l'Ordre du mérite militaire (Espagne) 16/04/1903
  - Commandeur de l'Ordre du Sauveur (Grèce) 01/12/1900
  - Commandeur de l'Ordre des Saints-Maurice-et-Lazare (Italie) 06/02/1901
  - Grand officier de l'Ordre de la Couronne d'Italie (Italie) 31/12/1904
  - 3e classe de l'Ordre du soleil levant (Japon) 10/12/1902
  - Commandeur à titre militaire de l'Ordre de Saint-Olaf (Norvège) 15/08/1900
  - Grand officier de l'Ordre du Lion et du Soleil (Perse) 1900
  - Médaille de la bravoure militaire, classe or (Perse) 1899
  - Commandeur de l'Ordre Militaire d'Avis (Portugal) 10/07/1901
  - Chevalier de l'Ordre de l'Aigle rouge (Prusse) 29/07/1890, puis commandeur 14/09/1900
  - Chevalier de 2e classe à titre civil de l'Ordre de Sainte-Anne (Russie) 27/10/1899, puis de 1re classe à titre militaire 21/09/1905
  - Chevalier de 2e classe à titre civil avec plaque de l'Ordre de Saint-Stanislas (Russie) 31/05/1902
  - Médaille commémorative de la guerre russe-japonaise (Russie) 1904-1905
  - Chevalier de 2e classe de l'Ordre d’Albert le valeureux (Saxe) 5/09/1889
  - Commandeur de la grand-croix (grand-croix) de l'Ordre de l'Épée (Suède) 6/03/1909
  - Commandeur de l'Ordre du Nichan al Iftikhar (Tunisie) 4/10/1900

## Publication
- Silvestre (Capitaine d'artillerie F.), Sur l'effet utile de l'artillerie de campagne, Paris, Librairie militaire de L. Baudoin et Ce, 1883, broché, 28 pages, 14,5 x 23 cm.
- Silvestre (Capitaine d'artillerie M. F.), Étude théorique des shrapnels, Paris, Berger-Levrault, 1882, broché, 42 pages, 14,5 x 22 cm.
- Silvestre (Capitaine d'artillerie F.), Étude théorique des obus à balles, Paris, Berger-Levrault, 1884, broché, 20 pages, 14,3 x 22,2 cm.
- Silvestre (Capitaine d'artillerie F.), Sur la tactique de détail de l'artillerie, Paris, Librairie militaire de L. Baudoin et Ce, 1886, broché, 30 pages, 14,5 x 23 cm.
- Silvestre (Chef d'escadron d'artillerie M. F.), Étude des effets de l'obus brisant de l'artillerie de campagne allemande, Nancy, Berger-Levrault, sans date, broché, 8 pages non coupées, 14,3 x 21,8 cm.
- Silvestre (Général F.), Observations sur le service en campagne dans l'armée allemande, Paris, Berger-Levrault, 1909, broché, 72 pages, 16,8 x 25,3 cm.
- Silvestre (Général F.), Étude sur la campagne de 1859 en Italie, Paris, Berger-Levrault, 1909, broché, 112 pages, 16,8 x 25,3 cm, avec sept cartes et croquis.
- Silvestre (Général F.), Considérations sur la campagne de Mandchourie, Paris, Berger-Levrault, 1910, broché, 116 pages, 16,8 x 25,3 cm.